# Церковь Николая Чудотворца на Выборгской стороне
Це́рковь Святи́теля Никола́я Чудотво́рца (Чернореченская церковь) — утраченный православный храм в Санкт-Петербурге, находившийся на Выборгской набережной. Был построен в 1867—1871 годах по проекту Александра Кракау. Разрушен коммунистами в 1930 году.

## История
В 1864 году жители Чёрной Речки обратились к Санкт-Петербургскому военному генерал-губернатору князю Александру Аркадьевичу Суворову с просьбой выделить землю для постройки приходской церкви. По ходатайству князя Духовная консистория выбрала участок земли, начался сбор средств. Однако пожертвования поступали медленно, было собрано только 582 рубля. Тогда князь Суворов создал комиссию по постройке храма под руководством полковника Леонида Квитницкого. В комиссию вошли автор проекта Александр Кракау и несколько чернореченских жителей. Но дело сбора средств не ускорилось. 12 (24) апреля 1865 года в Ницце скончался цесаревич Николай Александрович, и один из жителей Чёрной Речки предложил ходатайствовать перед императором о строительстве храма в память о наследнике престола. 1 (13) июля 1865 года Александр II одобрил пожелание и князь Александр Суворов создал новую комиссию, которую возглавил сам. Покровительство взял на себя цесаревич Александр Александрович. В комиссию вошли: председателем полковник Н. И. Смирнитский, Иван Асташев (пожертвовавший 1000 рублей), потомственный почётный гражданин Алексей Плешанов, Александр Кракау и другие.
Проект был утверждён императором 18 (30) августа 1866 года, а 27 сентября (9 октября) Святейший Синод благословил посвятить храм святителю Николаю Чудотворцу. Земельный участок на берегу Большой Невки был выкуплен на средства полковника Н. И. Смирнитского у Опекунского совета за 6001 рубль. 1 (13) октября 1866 года начались подготовительные работы по возведению церкви, а 24 июля (5 августа) 1867 года присутствии великого князя Николая Николаевича состоялась торжественная закладка. К концу лета 1867 года были возведены стены храма, к 1 (13) апреля 1869 года были сведены купола, 8 (20) сентября водружён большой крест, к концу 1869 года наружные стены были оштукатурены, к 1 (13) апреля 1870 года храм был вчерне готов, начата внутренняя отделка. 9 (21) мая 1871 года были освящены колокола. На его постройку и отделку было истрачено 102000 рублей, собранных по всей России. Освящение в присутствии императорской семьи 17 (29) августа 1871 года совершил митрополит Санкт-Петербургский Исидор (Никольский).
18 (30) апреля 1876 года при церкви было открыто Николаевское православное братство, попечителем которого был князь Александр Суворов. Для общества было выстроено здание по Головинскому переулку (дом 8), пристроен Громовский детский приют, а также богадельня с училищем.
В 1896 году в храме начался капитальный ремонт здания. Предполагалось устроить в крипте нижний придел для ранних литургий, для чего была сделана пристройка с главкой, но планы не осуществились.
В 1929 году приход присоединился к обновленческому движению. В том же году храм был закрыт. Здание использовалось в качестве склада. В 1930 году церковь снесли. Иконы сожгли в котельной при бане. Впоследствии на месте храма было выстроено административное здание.

## Архитектура, убранство
Крестово-купольный в плане шатровый храм был построен в русско-византийском стиле. Стены храма были оштукатурены, в некоторых местах устроены лепные изображения.
Мраморный иконостас был устроен по Высочайше утверждённому проекту на средства купца И. М. Ветошкина (12000 рублей). Мраморные клиросы под стиль иконостаса были созданы по рисунку художника Николая Баринова.
Среди святынь храма была икона святого благоверного князя Александра Невского и святых преподобного Тита и мученика Поликарпа в серебряной вызолоченной и украшенной эмалью ризе. Образ был поднесён императору Александру II в память чудесного избавления при покушении 2 (14) апреля 1879 года и передан им в Никольский храм.
Главный купол был покрыт железом, а все 5 глав венчали золочёные главки.
Колокола: большой (127 пудов), праздничный (48 пудов), средний (22 пуда), пять малых (19 пудов 36 фунтов). Пожертвованы ярославским купцом Порфирием Оловянишниковым.

## Территория храма
9 (21) марта 1874 года перед входом в церковь был открыт памятник умершему цесаревичу Николаю Александровичу, отлитый по модели Александра Опекушина и созданный на средства художников А. Соколова и Н. Баринова. Памятник представлял собой бронзовый бюст цесаревича в полковничьем мундире с эполетами, установленный на гранитном пьедестале. Заказ на исполнение бюста умершего наследника престола, который предполагалось установить возле храма Николая Чудотворца у Черной речки, посвященного цесаревичу, Опекушин получил весной 1871. В работе он опирался на его портреты в Эрмитаже. На лицевой стороне постамента в картуше под короной был вырублен текст: «Государь Цесаревич Николай Александрович. Родился 8 Сентября 1843 г. Скончался 12 Апреля 1865 г.». За этот бюст и статую Петра I Опекушин был удостоен звания академика. Бюст был уничтожен в рамках сноса памятников «царям и их слугам». (Копию с бюста также поставили в Екатерининском парке Царского села на полуострове западного берега Большого пруда, любимом месте цесаревича. Бюст был снят после 1917 г. и в настоящее время находится в запасниках Екатерининского дворца-музея. Летом 2010 г. на постаменте в Царском Селе была установлена точная копия этого бюста.)

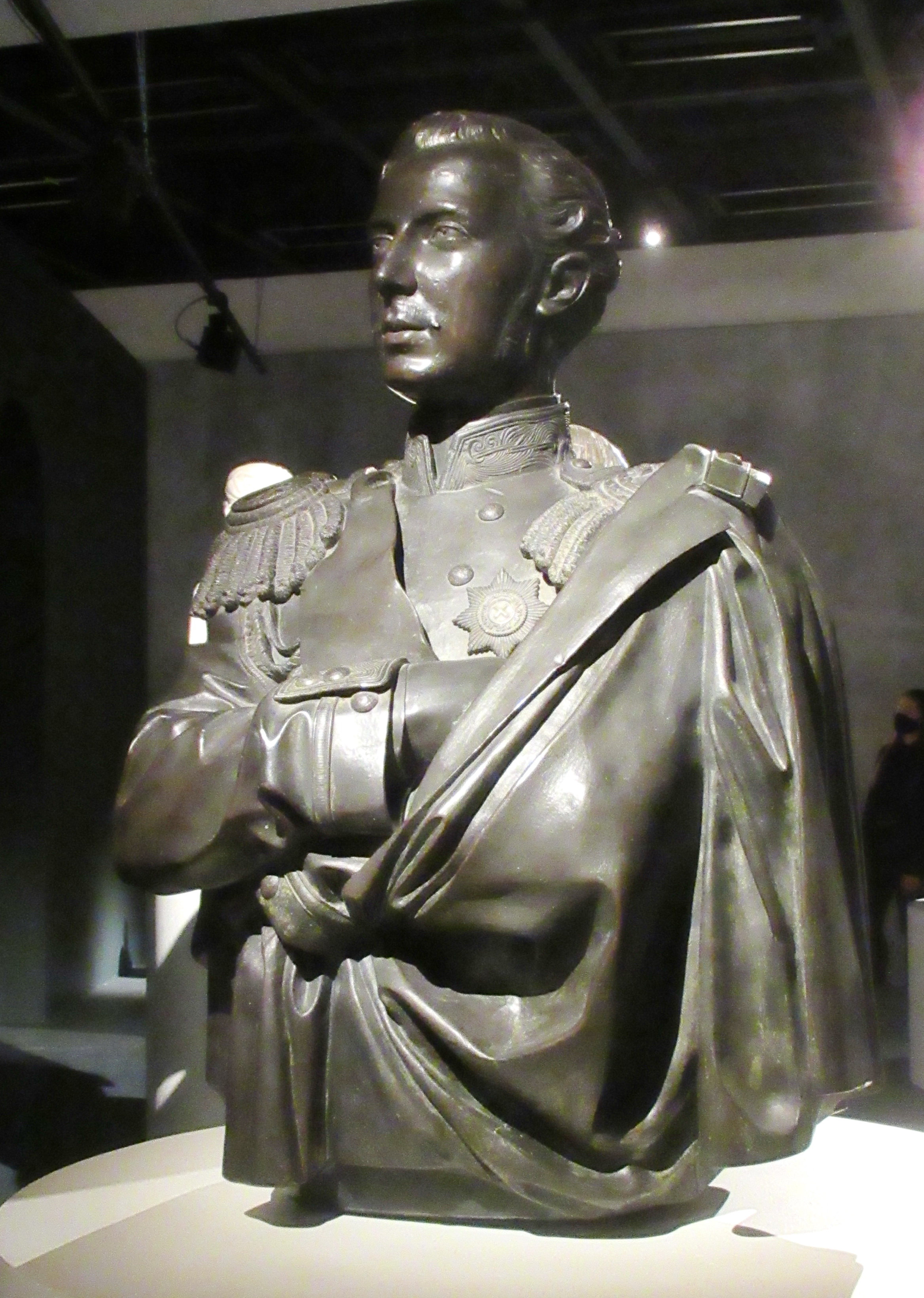
Бюст работы Опекушна в собрании ГМЗ "Царское село"

В 1902 году рядом с храмом по проекту Анатолия Ковшарова был выстроен временный деревянный храм Святых Космы и Дамиана, вмещавший 600 человек. Строительство церкви было обусловлено проходящим в Никольском храме ремонтом, в ней служили ранние литургии.

## Настоятели храма
| Настоятели храма                                       | Настоятели храма                                        |
| Даты                                                   | Настоятель                                              |
| ------------------------------------------------------ | ------------------------------------------------------- |
| 17 (29) августа 1871 — июль 1874                       | священник Пётр Алексеев, магистр                        |
| июль 1874 — январь 1875                                | священник Михаил Дьяконов                               |
| 1875—1887                                              | протоиерей Пётр Семёнович Никольский (…—1893)           |
| 1887—1892                                              | священник Александр Иванович Преображенский             |
| 1892 — 30 января (11 февраля) 1895                     | священник Евтихий Яковлевич Баланович (…—1914)          |
| 30 января (11 февраля) 1895 — 26 марта (8 апреля) 1902 | священник Афанасий Кириллович Попов                     |
| 3 (16) мая 1902 — 17 (31) мая 1906                     | священник Димитрий (Душан) Николаевич Якшич (1873—1935) |
| 17 (31) мая 1906 — около 1919                          | священник Вячеслав Константинович Роггенгаген (1866—…)  |
| 1919—1922                                              | священник Владимир Михайлович Куфанин (1876—1937)       |
| 1922—1929                                              | сведения не установлены                                 |